# Parapoynx candida
Parapoynx candida is een vlinder uit de familie van de grasmotten (Crambidae), uit de onderfamilie van de Acentropinae. De wetenschappelijke naam van deze soort is voor het eerst gepubliceerd in 2005 door Ping You en Hou-Hun Li.
De soort komt voor in China (Tianjin).